# Sergio León
Ne pas confondre avec le réalisateur italien Sergio Leone.
Sergio León Limones, né le 6 janvier 1989 à Palma del Río, est un footballeur espagnol qui évolue au poste d'attaquant au Elche CF.

## Biographie
Le 21 août 2013, il rejoint le club d'Elche. Avec cette équipe, il inscrit 20 buts en deuxième division lors de la saison 2015-2016. Après cette saison, il rejoint le CA Osasuna.
León s'engage le 1er juin 2017 au sein du Bétis Seville.
Le 12 juin 2019, il s'engage pour trois saisons en faveur du Levante UD.